# Villa caloptera
Villa caloptera är en tvåvingeart som beskrevs av Philippi 1865. Villa caloptera ingår i släktet Villa och familjen svävflugor. Inga underarter finns listade i Catalogue of Life.